# Marion (Carolina del Norte)
Marion  es una ciudad ubicada en el condado de McDowell en el estado estadounidense de Carolina del Norte. Es sede del condado de McDowell. La localidad en el año 2000, tenía una población de 4.943 habitantes en una superficie de 8.8 km², con una densidad poblacional de 560.7 personas por km².

## Geografía
Marion se encuentra ubicada en las coordenadas 35°40′59″N 82°0′21″O / 35.68306, -82.00583. Según la Oficina del Censo, la localidad tiene un área total de 8,8 km² (3,4 mi²), de la cual 8,8 km² (3,4 mi²) es tierra y 0 km² (0 mi²) (0.0%) es agua.

### Localidades adyacentes
El siguiente diagrama muestra a las localidades en un radio de 28 kilómetros (17,4 mi) de Marion.

## Demografía
En el 2000 la renta per cápita promedia del hogar era de $24.753, y el ingreso promedio para una familia era de $35.463. En 2000 los hombres tenían un ingreso per cápita de $25.403 contra $21.671 para las mujeres. El ingreso per cápita para la localidad era de $16.569. Alrededor del 17.30% de la población estaba bajo el umbral de pobreza nacional.